# 希爾茨利山
47°08′03″N 9°00′27″E / 47.134126°N 9.007459°E

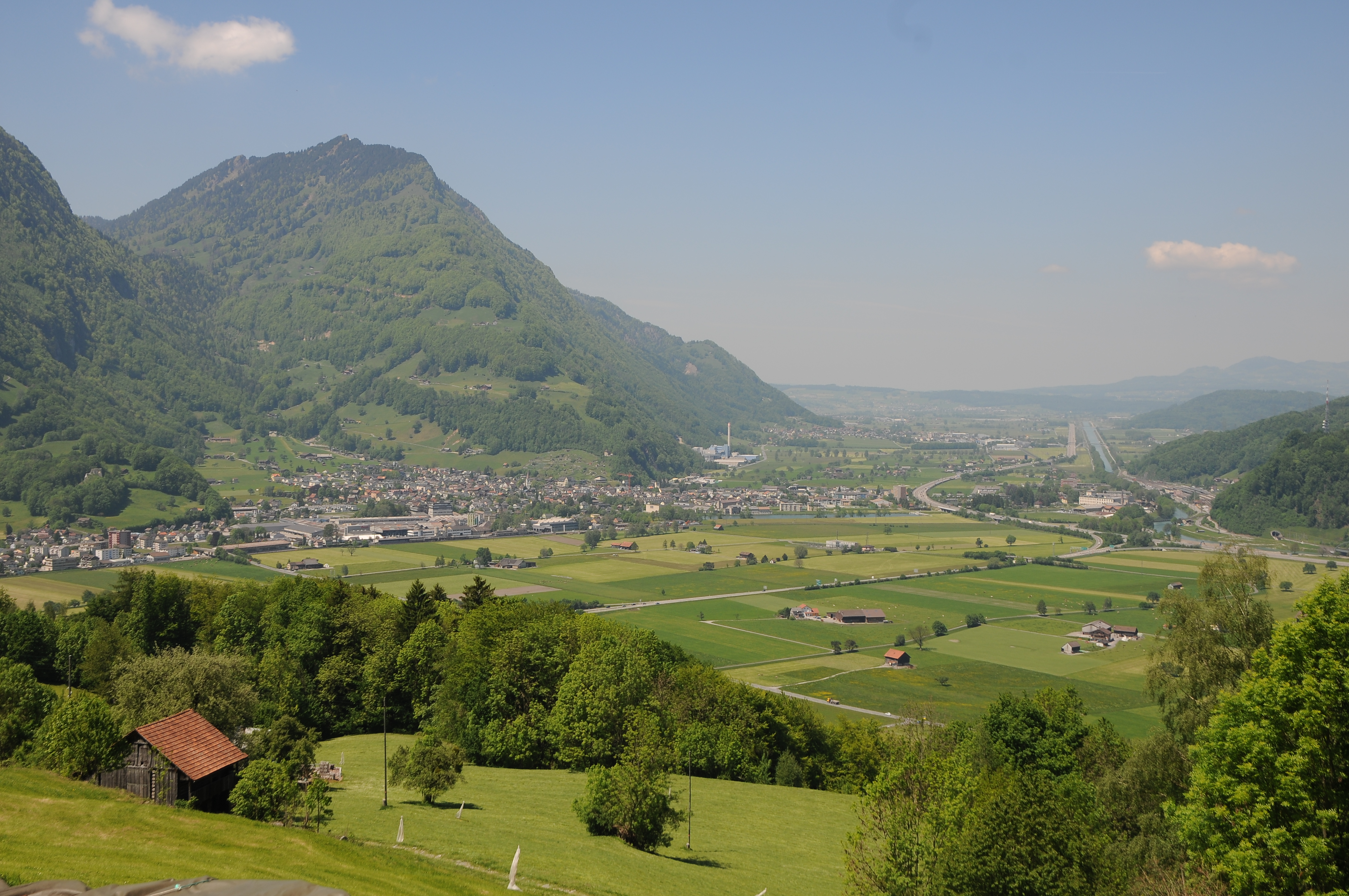

希爾茨利山（Hirzli），是瑞士的山峰，位於該國東部，由格拉魯斯州負責管轄，距離普蘭根施托克山0.9公里，處於伯爾尼以東120公里，海拔高度1,554米，每年平均降雨量1,954毫米。